# Borromeus de Greeve
Borromeus de Greeve, van geboorte Gerardus (Gerrit) Wilhelmus Maria de Greeve (Amsterdam, 24 februari 1875 – Rotterdam, 25 december 1947), was franciscaan, priester, volksmissionaris en redenaar.

## Leven en werk
De Greeve trad na zijn studies aan het St. Antoniusgymnasium te Megen op 3 oktober 1895 in de orde van de minderbroeders; zijn kloosternaam werd Borromeus. De inkleding vond plaats in het klooster van de franciscanen te Alverna in de gemeente Wijchen, waar hij op 5 oktober 1896 zijn eenvoudige geloften aflegde. Zijn plechtige geloften deed hij te Weert. Daar werd hij op 9 maart 1902 tot priester gewijd. Al snel werd hij benoemd tot rondtrekkend prediker (volksmissionaris). Zijn laatste jaren woonde hij in de franciscaanse parochie in Delft en hij overleed op Kerstmis 1947 in het St.-Franciscusgasthuis te Rotterdam. De Greeve was de oom van Henri de Greeve, aanvankelijk jezuïet, later alleen priester en net als zijn oom een vermaard spreker en de man van en achter de (Nederlandse) Bond zonder Naam en KRO's Lichtbaken.

## Reputatie
De Greeve is wel de 'feestredenaar van de katholieke emancipatie' genoemd. Hij was een van de vermaardste redenaars in katholiek Nederland in de periode voor de Tweede Wereldoorlog. Zijn overste gaf hem de mogelijkheid zijn natuurlijke talent voor drama te ontwikkelen. Spoedig werd hij een van de meest gevraagde kanselredenaars. 
De Greeve zag tegen geen enkel onderwerp of gehoor op. Hij was vooral bekend van zijn lijdensmeditaties. Tijdgenoten van Borromeus beweren dat de kracht van zijn preken niet zozeer gelegen was in hun inhoud, als wel in de manier waarop ze gehouden werden: met zijn 'bronzen stem', zijn mimiek, zijn gevoel voor pathos en drama. Zijn kwaliteiten waren zijn kracht maar ook zijn zwakte. Borromeus was de representant van het herwonnen zelfvertrouwen en het naar buiten gekeerde triomfalisme van de Nederlandse katholieken. Toen deze verdwenen, verdween ook de stijl van preken waarvan Borromeus de kampioen was.
In dagblad Trouw werd hij in 2010 omschreven als de 'roomse brulboei' volgens wie 'zwabberende en heiligschennende vrouwen de helden der deugden de modder in sleuren met hun verleidingskunsten'. In zijn Beminde gelovigen (1970) schreef Godfried Bomans over De Greeve:
Ik heb eens gehoord dat de tekst van zijn preken, voor zover die bewaard gebleven is, bitter tegenvalt. Dit is zeer wel mogelijk. Des te groter moet het oratorisch vermogen zijn om daar iets van te maken. Men zat totaal verbijsterd te luisteren. De kerk was eenvoudig verpletterd. Ik herinner me, dat ik na elke nieuwe climax dacht: dit wordt ondraaglijk, we kúnnen eenvoudig niet hoger meer stijgen, help, help, maar telkens vond Borromeus weer een nieuwe voltage en vlak voor alle stoppen doorsloegen maakte hij een klein kruisteken en daalde de preekstoel af.

## Over Borromeus de Greeve
- C.G.M. Bak ofm en P.A.M. Geurts ofm, 'Pater Borromaeus de Greeve ofm (1875-1947). Feestredenaar van de katholieke emancipatie'. In: Trajecta 2 (1993), afl. 3, blz. 245-259.
- Godfried Bomans, Beminde gelovigen, Amboboeken, blz. 41 ('De stille tijd') en 97-102 ('Gewijde en ongewijde sprekers').